# روبرت مونتغمري
روبرت مونتغمري (بالإنجليزية: Robert Montgomery)، اسم الولادة: هنري مونتغمري الابن، وُلد يوم 21 مايو 1904 وتوفي يوم 27 سبتمبر عام 1981، وكان ممثلًا سينمائيًا وتلفزيونيًا أمريكيًا، ومخرجًا، ومنتجًا. وهو والد الممثلة إليزابيث مونتغمري أيضًا. بدأ مونتغمري مسيرته المهنية على المسرح، ولكنه سريعًا ما حصل على فرصة للعمل مع شركة إم جي إم لإنتاج وتوزيع الأفلام. حصل مونتغمري في البداية على أدوار كوميدية، ولكنه أثبت سريعًا قدرته على لعب الأدوار الدرامية أيضًا. عمل مونتغمري قائدًا لسيارات الإسعاف في فرنسا خلال الحرب العالمية الثانية حتى انسحاب دونكيرك. التحق مونتغمري بالبحرية الأمريكية عند دخول الولايات المتحدة في الحرب يوم 8 ديسمبر عام 1941، وحضر عملية غزو نورماندي. عاد مونتغمري إلى هوليوود عقب انتهاء الحرب، حيث عمل في مجال السينما، ولاحقًا في الأعمال التلفزيونية.

## مطلع حياته
وُلد هنري مونتغمري الابن بمدينة فيشكيل لاندينغ في ولاية نيويورك، والمعروفة الآن بمدينة بيكون (نيويورك)، لوالديه هنري مونتغمري وزوجته ماري ويد مونتغمري (اسم الولادة: بارني). كانت الفترات الأولى من طفولته فترات سعيدةً؛ إذ كان والده رئيسًا لشركة نيويورك للمطاط. انتحر والده عام 1922 عندما ألقى بنفسه من على جسر بروكلين، وفُقدت ثروة العائلة.

## مسيرته المهنية

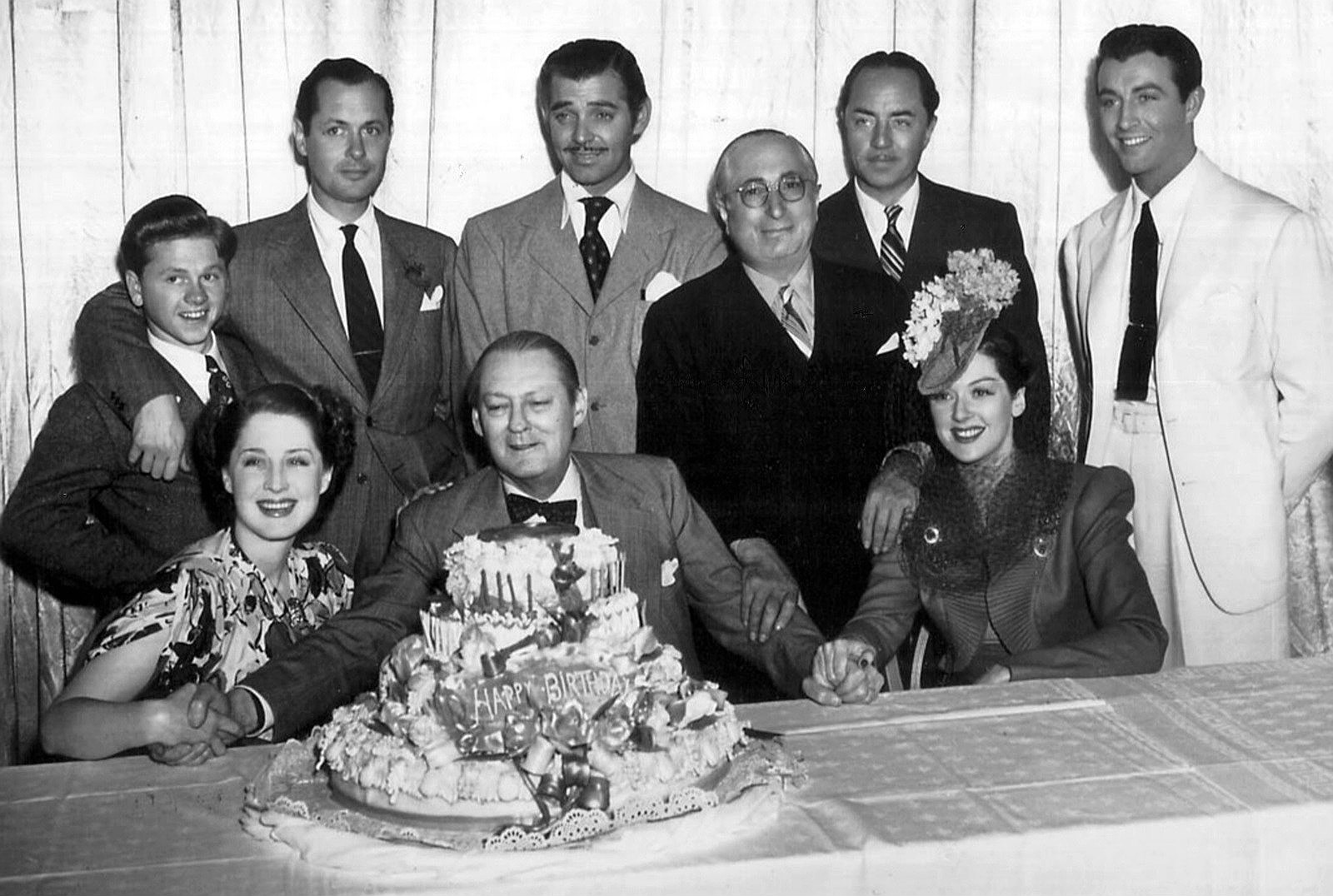
ليونيل باريمور يحتفل بعيد ميلاده 61 في مترو جولدوين ماير. إلى الخلف، من اليسار، ميكي روني، روبرت مونتغمري، كلارك جابل، ويليام باول وروبرت تايلور. يقف لويس بي ماير في المركز. في الأمام، من اليسار، نورما شيرر، ليونيل باريمور وروزاليند راسل.

استقر مونتغمري في مدينة نيويورك ليحاول العمل في الكتابة والتمثيل. بدأ عمله المسرحي، وأصبح معروفًا بصورة كافية حتى يحصل على فرصة للتمثيل أمام الممثلة فيلما بانكي في الفيلم إنها الجنة لعام 1929. وحصل مونتغمري على فرصته لدخول هوليوود، بالإضافة إلى فرصة التعاقد مع شركة مترو غولدوين ماير، من خلال مشاركته المسرحية مع المخرج جورج كوكور، وكان أول أفلامه مع شركة إم جي إم هكذا تكون الكلية لعام 1929. وكتب أحد الكتاب أن مونتغمري كان قادرًا على تحقيق ذاته لأنه كان «يتحرك بثقة، وكان مقبولًا من الجميع، وكان متحمسًا لسماع الاقتراحات والأخذ بها». كتب المؤلف سكوت إيمان أنه كان يملك «سمعةً طيبةً بعيدًا عن عمله السينمائي باعتباره أحد أروع وأبهى الممثلين الذي شقوا طريقهم إلى هوليوود».
في أثناء إنتاج فيلم هكذا تكون الكلية، ظل مونتغمري يسأل ويتعلم من أعضاء طاقم العمل بالفيلم في مختلف الأقسام، مثل طاقم الصوت، ومختصي الكهرباء، ومصممي الديكور السينمائي، وطاقم التصوير، ومحرري الفيلم. وقال مونتغمري في أحد اللقاءات اللاحقة: «تبين لي أن صنع الصور المتحركة عبارة عن مشروع تعاوني عظيم». جنى مونتغمري انتباهًا بعد فيلم هكذا تكون الكلية باعتباره أحدث الممثلين الجدد بهوليوود، وظل يشارك بعد ذلك في الأفلام واحدًا تلو الآخر، وظلت شعبيته تنمو بانتظام.
اقتصر مونتغمري في البداية على أدوار الكوميديا؛ فكان أول دور درامي له في الفيلم البيت الكبير لعام 1930. عارضت شركة إم جي إم إيكال هذا الدور له في البداية، حتى تمكن أن يحصل على الدور لنفسه من خلال «جديته، ومناقشته المقنعة، مع برهنته أمامهم على أنه قادر على أداء هذه الشخصية». وأصبح مونتغمري مطلوبًا بصورة ثابتة من بعد فيلم البيت الكبير. وظهر بصفته حبيبًا للممثلة غريتا غاربو في فيلم الإلهام لعام 1931.

## الزيجات
في يوم 14 أبريل عام 1928، تزوج مونتغمري من الممثلة إليزابيث بريان ألين، التي وُلدت في 26 ديسمبر عام 1904 وتوفيت في 28 يونيو عام 1992، وهي أخت الممثلة المسرحية مارثا بريان ألين. أنجب الزوجان ثلاثة أطفال، وهم: مارثا بريان، التي توفيت عن عمر ناهز 14 شهرًا في عام 1931؛ وإليزابيث التي وُلدت في 15 أبريل عام 1933 وتوفيت يوم 18 مايو عام 1995؛ وروبرت الابن الذي وُلد يوم 6 يناير عام 1936 وتوفي يوم 7 فبراير عام 2000. طُلق الزوجان يوم 5 ديسمبر عام 1950.
تزوج مونتغمري من زوجته الثانية إليزابيث «بافي» غرانت هاركنس، التي وُلدت في 1909 وتوفيت في 2003، يوم 9 ديسمبر عام 1950 بعد أربعة أيام من انتهاء إجراءات طلاقه من ألين.

## وفاته
توفي مونتغمري بسبب مرض السرطان يوم 27 سبتمبر عام 1981 بمستشفى نيويورك-بريسبيتيريان في مانهاتن. أُحرقت جثته واستلمت عائلته غبارها. وتوفي طفلاه الباقيان، إليزابيث وروبرت مونتغمري الابن بسبب مرض السرطان أيضًا.

## روابط خارجية
- روبرت مونتغمري على موقع IMDb (الإنجليزية)
- روبرت مونتغمري على موقع الموسوعة البريطانية (الإنجليزية)
- روبرت مونتغمري على موقع روتن توميتوز (الإنجليزية)
- روبرت مونتغمري على موقع ألو سيني (الفرنسية)
- روبرت مونتغمري على موقع تيرنر كلاسيك موفيز (الإنجليزية)
- روبرت مونتغمري على موقع أول موفي (الإنجليزية)
- روبرت مونتغمري على موقع قاعدة بيانات برودواي على الإنترنت (الإنجليزية)
- روبرت مونتغمري على موقع قاعدة بيانات الأفلام السويدية (السويدية)
- روبرت مونتغمري على موقع إن إن دي بي (الإنجليزية)
- روبرت مونتغمري على موقع قاعدة بيانات الفيلم (الإنجليزية)